# Городской охотник
«Городской охотник» (иер. трад. 城市獵人, упр. 城市猎人, кант.-рус.: Син си лип янь, англ. City Hunter) — художественный фильм 1993 года (гонконгская премьера состоялась в январе 1993 года) в жанре комедийного боевика с элементами пародии, снятый по мотивам манги City Hunter. Главную роль исполнил Джеки Чан.

## Сюжет
Рио Саэба — частный детектив, неисправимый плейбой и бабник. Одним из его клиентов становится богатый газетный магнат, которому необходимо найти пропавшую дочь. По ходу расследования он выясняет, что девушка, удрав из дома, отправилась в круиз на океанском лайнере, на котором совершает путешествие в том числе банда террористов, полицейский офицер, в чью задачу входит поимка этих террористов, и подружка главного героя. Пробравшись на корабль, он попадает во множество забавных ситуаций, однако в конце концов выполняет свою задачу.

## В ролях
| - Джеки Чан — Рё Саэба - Джои Вон — Макимура Каори - Гото Кумико — Имамура Киёко - Чингми Яу — Ногами Саэко - Кэрол Вэнь — подруга Ногами - Леон Лай — Гандам - Тань Лапмань — Рокки - Кен Ло — Чэнь Тавэнь - Эрик Кот — развлекатель - Ян Ламб — развлекатель - Ричард Нортон — МакДональд | - Гэри Дэниелс — Ким - Ип Сань — девушка, делающая сюрприз Рё - Джозефин Лам — девушка, делающая сюрприз Рё - Донна Чю — девушка, делающая сюрприз Рё - Майкл Вон — Микамура - Питер Лай — человек в белом костюме в магазине - Уильям Тюнь — круизный пассажир - Кендзо Хагивара — Кодзи Имамура - Винсент Лапорте — Винсент - Майкл Эбботт — Майк - Луис Рот — стюард |